# 蜈蜞潭 (高雄市)
蜈蜞潭，是臺灣高雄市大社區的一個傳統地域名稱，位於該區北部偏東。相較於今日行政區，其範圍大致為嘉誠里西北部。
本地區境內主要聚落為蜈蜞潭、北勢林、箍桶藔，設有高雄馬禮遜美國學校、嘉誠國小。

## 歷史
台灣日治初期，蜈蜞潭地區為一街庄，稱為「蜈蜞潭庄」（舊制街庄），隸屬於觀音中里。該庄昔日西北邊南側一小段與鳳山厝庄為鄰，西北邊其餘部分及東北邊與面前埔庄為鄰，東南邊為牛食坑庄，西南邊為大社庄、保舍甲庄。
1901年（日治明治三十四年）11月11日，全台廢縣廳改設二十廳，該庄隸屬於鳳山廳。1904年（明治三十七年）5月3日，該庄編入「保舍甲區」，隸屬於鳳山廳。1909年（明治四十二年）10月25日，全台合併二十廳為十二廳，保舍甲區改隸屬於臺南廳。1920年（大正九年）10月1日，全台地方制度大改正，廢十二廳改設五州二廳，該庄改制為「蜈蜞潭」大字，隸屬於高雄州高雄郡仁武庄（新制街庄）。1924年（大正十三年）12月25日，高雄郡廢郡，仁武庄改隸屬於鳳山郡。
戰後仁武庄改制為仁武鄉，隸屬於高雄縣，大字亦改制為村。1950年（民國39年）10月1日，高、屏分治，仁武鄉仍隸屬於高雄縣。1951年（民國40年）8月，仁武鄉拆分出大社鄉，本地區改隸屬於大社鄉。2010年（民國99年）12月25日，高雄縣、市合併為直轄高雄市，大社鄉改制為大社區，村亦改制為里。

## 聚落
本地區發展較早的聚落為蜈蜞潭、北勢林、箍桶藔，在日治初期的官方地圖上已有記載。

## 交通
國道10號又稱「高雄支線」或「高雄環線」，是左營至旗山的高速公路，經過本地區北部，並在西側邊界外不遠處的省道台22線旁設有燕巢交流道。由此可快速前往國道10號沿線各地，或銜接國道1號、國道3號。
區道高45線是橫山至嘉誠的道路，其南側端點（終點）位於本地區中部偏西南、蜈蜞潭聚落東郊的區道高46線路口，由此向東北蜿蜒而行，會經過本地區的箍桶藔聚落。
區道高46線是鳳山厝至番仔坑的道路，經過本地區的蜈蜞潭聚落。
區道高47線是嘉誠至大社的道路，經過本地區南部邊界地帶最東端。

## 學校
- 高雄馬禮遜美國學校
- 嘉誠國小